# Le Conquet
Le Conquet är en kommun i departementet Finistère i regionen Bretagne i västra Frankrike. Kommunen ligger i kantonen Saint-Renan som tillhör arrondissementet Brest. År 2022 hade Le Conquet 2 814 invånare.

## Befolkningsutveckling
Antalet invånare i kommunen Le Conquet
Referens:INSEE